# Eunidia annulicornis
Eunidia annulicornis là một loài bọ cánh cứng trong họ Cerambycidae.